# Патара-Зана
Патара-Зана (груз. პატარა ზანა) — село в Грузии, на территории Сенакского муниципалитета края (мхаре) Самегрело-Верхняя Сванетия.

## География
Село находится в западной части Грузии, на расстоянии приблизительно 9 километров (по прямой) к северу от города Сенаки, административного центра муниципалитета. Абсолютная высота — 90 метров над уровнем моря.

## Население
По результатам официальной переписи населения 2014 года в Патара-Зане проживал 191 человек (105 мужчин и 86 женщин). В национальной структуре населения грузины составляли 100 %.
| Год  | Население, человек |
| ---- | ------------------ |
| 2002 | 223                |
| 2014 | ↘ 191              |